# Primorsko
Primorsko (în bulgară Приморско) este un oraș în Obștina Primorsko, Regiunea Burgas, Bulgaria. Este o cunoscută stațiune balneoclimaterică pe țărmul Mării Negre.

## Demografie
Componența etnică a orașului Primorsko
     Bulgari (74,67%)
     Romi (8,16%)
     Nicio identificare (15,81%)
     Altele (1,85%)
La recensământul din 2011, populația orașului Primorsko era de 2.965 locuitori. Din punct de vedere etnic, majoritatea locuitorilor (74,67%) erau bulgari, cu o minoritate de romi (8,16%). Pentru 15,81% din locuitori nu este cunoscută apartenența etnică.

## Bibliografie

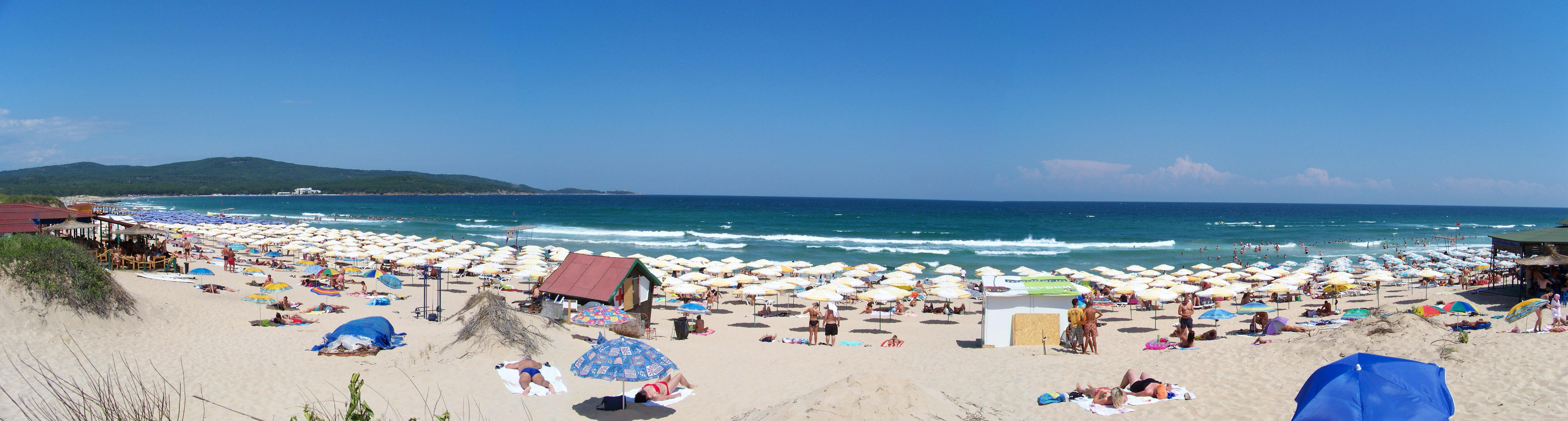